# Picea aurantiaca
Picea aurantiaca ist eine Pflanzenart aus der Gattung Fichten (Picea) innerhalb der Familie der Kieferngewächse (Pinaceae). Sie ist im südlichen China heimisch und wird von einigen Autoren als eine Varietät der Borsten-Fichte (Picea asperata) angesehen.

## Beschreibung

### Vegetative Merkmale
Picea aurantiaca wächst als immergrüner Baum, der Wuchshöhen von bis zu 45 Metern und Brusthöhendurchmesser von bis zu 1 Meter erreichen kann. Die graubraune Stammborke ist gefurcht und in unregelmäßig große, raue Platten geteilt. Die kahle Rinde der Zweige ist bläulich grau gefärbt.
Die harzigen Winterknospen sind kegel- bis kegelig-eiförmig. Die kräftigen, blaugrünen Nadeln sind bei einer Länge von 1 bis 2 Zentimeter und einer Breite von rund 0,1 bis 0,2 Zentimeter linear geformt und haben einen viereckigen bis rautenförmigen Querschnitt. Ihre Spitze ist spitz zulaufend und stechend. Auf allen Nadelseiten befinden sich vier bis acht Stomatalinien.

### Generative Merkmale
Picea aurantiaca ist einhäusig-getrenntgeschlechtig (monözisch). Die Zapfen sind bei einer Länge von 5 bis 16 Zentimetern und einer Dicke von 2,5 bis 3,5 Zentimetern länglich-elliptisch bis zylindrisch geformt. Sie sind anfangs grün gefärbt und verfärben sich zur Reife im September oder Oktober hin hellbraun bis rötlich braun. Die Samenschuppen haben selten eine zweigelappte Spitze, sind verkehrt-eiförmig und werden etwa 2 Zentimeter lang sowie rund 1,5 Zentimeter breit. Ihre Ränder sind gezähnt. Die elliptischen Samen werden etwa 4 Millimeter lang und haben einen länglichen, verkehrt-eiförmigen Flügel, welcher etwa 11 Millimeter lang ist.

## Vorkommen und Gefährdung
Picea aurantiaca ist ein Lokalendemit Kreis Kangding im westlichen Teil der chinesischen Provinz Sichuan. Es gilt als fraglich ob es auch Vorkommen im südöstlichen Teil des Autonomen Gebiets Tibet gibt.
Picea aurantiaca gedeiht in Höhenlagen von 2600 bis 3600 Metern vor allem in montanen Nadelwäldern.
Picea aurantiaca wird in der Roten Liste der IUCN als „gefährdet“ eingestuft. Es wird jedoch darauf hingewiesen, dass eine erneute Überprüfung der Gefährdung notwendig ist. Als Hauptgefährdungsgrund wird der willkürliche Holzeinschlag zusammen mit fehlenden Schutzmaßnahmen genannt.

## Systematik
Die Art Picea aurantiaca gehört zur Serie Asperatae der Untersektion Picea aus der Sektion Picea in der Untergattung Picea innerhalb der Gattung (Picea)
Die Erstbeschreibung als Picea aurantiaca erfolgte 1906 durch Maxwell Tylden Masters in Journal of the Linnean Society, Botany, Band 37, Seite 420. Sie wird von einigen Autoren auch als eine Varietät der Borsten-Fichte (Picea asperata) angesehen und wird dann als Picea asperata var. aurantiaca (Mast.) Boom geführt.